# Голяченко Ярослав Миколайович
Яросла́в Микола́йович Голяченко — молодший сержант Збройних сил України, учасник російсько-української війни.

## З життєпису
Пройшов строкову службу в прикордонних військах. Мобілізований, помічник гранатометника, 95-та окрема аеромобільна бригада. 13 травня 2014-го під час атаки терористів із засідки біля села Октябрське (в той час — Слов'янського району) зазнав чотирьох кульових поранень, загинуло 3 вояки в БТРі, Ярослав відстрілювався й викликав підмогу. Лікувався в харківському госпіталі.
Станом на лютий 2016-го проживає у місті Бердичів.

## Нагороди
За особисту мужність, сумлінне та бездоганне служіння Українському народові, зразкове виконання військового обов'язку відзначений — нагороджений
- 10 жовтня 2015 року — орденом «За мужність» III ступеня.